# Lijst van Macedonische ministers van Buitenlandse Zaken
Dit is een lijst van ministers van Buitenlandse Zaken van Noord-Macedonië, dat tussen 1991 en 2019 bekend stond als  Macedonië.
| Minister            | Ambtsperiode | Partij        |
| ------------------- | ------------ | ------------- |
| Denko Maleski       | 1991-1993    |               |
| Stevo Crvenkovski   | 1993-1996    | SDSM          |
| Ljubomir Frčkoski   | 1996-1997    | SDSM          |
| Blagoj Handziski    | 1997-1998    | SDSM          |
| Aleksandar Dimitrov | 1998-2000    | DA            |
| Srgjan Kerim        | 2000-2001    |               |
| Ilinka Mitreva      | 2001-2001    | SDSM          |
| Slobodan Čašule     | 2001-2002    | ND            |
| Ilinka Mitreva      | 2002-2006    | SDSM          |
| Antonio Milošoski   | 2006-2011    | VMRO-DPMNE    |
| Nikola Poposki      | 2011-2017    | VMRO-DPMNE    |
| Nikola Dimitrov     | 2017-2020    | Onafhankelijk |
| Bujar Osmani        | sinds 2020   | DUI           |

- DA = Democratisch Alternatief
- VMRO-DPMNE = Interne Macedonische Revolutionaire Organisatie - Democratische Partij voor de Macedonische nationale eenheid
- ND = Nieuwe Democratie
- SDSM = Sociaal-Democratische Unie van Macedonië
- DUI = Democratische Unie voor Integratie